# Zipfeltannenfelsen
Der Zipfeltannenfelsen ist eine 756 m ü. NHN hohe Felspartie im südlichen Steinwald. Das Geotop liegt nördlich des Bergdorfes Pfaben. Ein Teil des Felsens wird auch Steinwald-Sphynx genannt.
Der Felsen selbst ist über 15 m hoch und besteht aus Granit.
Bei dem Felsen finden teilweise Gottesdienste statt. Zudem wird ein Picknick-Service von der Steinwald-Allianz angeboten.